# Antonín Novotný

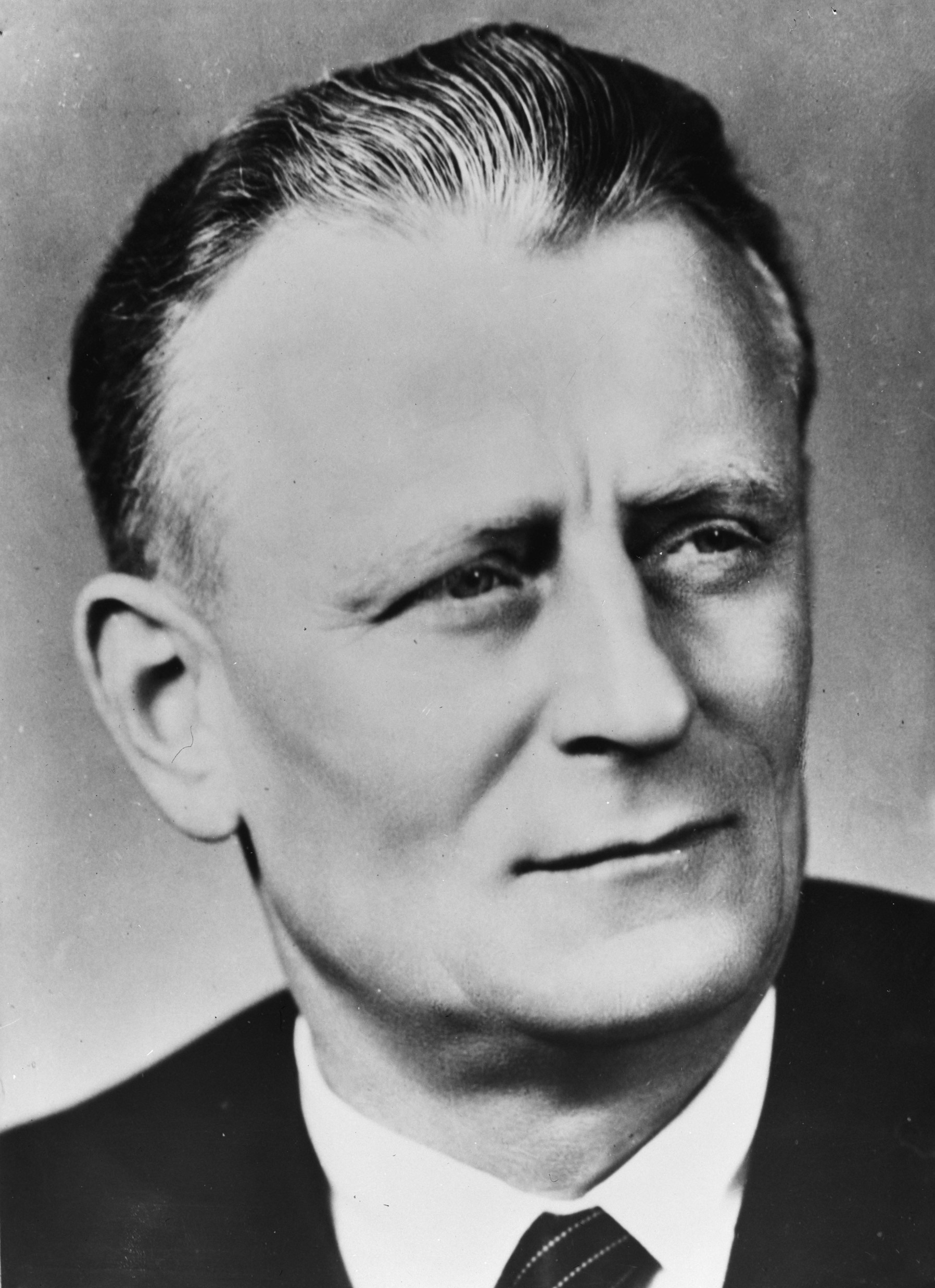
Antonín Novotný in 1968

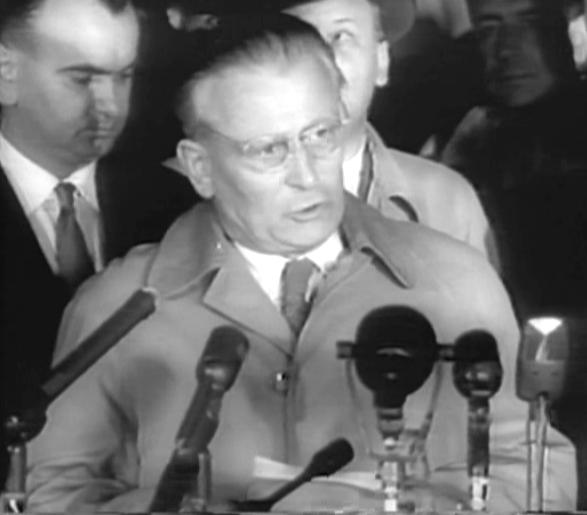
Antonín Novotný in 1960

Antonín Novotný (Letňany, 12 oktober 1904 – Praag, 28 januari 1975) was van 1953 tot 1968 secretaris van de Tsjecho-Slowaakse Communistische partij. In 1958 werd hij ook president van Tsjecho-Slowakije, waarmee hij de twee hoogste posten in het land vertegenwoordigde. In 1960 werd het land door zijn toedoen officieel een socialistische staat volgens de grondwet.

## Van krijgsgevangene tot president
Antonín Novotný, werd geboren in Letňany, vlak bij Praag, in 1904. In 1921 werd hij lid van de Tsjechische Communistische Partij (KSČ). In 1937 en 1938 was hij partijsecretaris van de afdeling Hodonín, in deze functie was hij de eerste betaalde partijfunctionaris. Na de inval van de Duitsers (1938) werd de Communistische Partij verboden, en keerde Novotný terug tot voormalige baan als arbeider. In de periode daarna nam Novotný deel aan illegale activiteiten. In 1941 werd hij daarvoor gearresteerd en bracht hij de rest van de oorlog door in het naziconcentratiekamp Mauthausen. 
Novotný werd vrijgelaten in 1945 en het jaar daarop werd hij gekozen als lid van het Centraal Comité van de Communistische Partij. 
Toen Klement Gottwald in 1953 stierf, volgde Novotný hem op als eerste secretaris van de partij. In 1957, na de dood van Antonín Zápotocký, werd hij ook president.

## Novotný’s regime
In 1960 verklaarde Novotný dat het socialisme in Tsjecho-Slowakije voltooid was, en hernoemde het land tot Tsjecho-Slowaakse Socialistische Republiek (ČSSR). In samenhang daarmee verleende hij amnestie aan het grootste deel van de politieke gevangen uit de eerste helft van de jaren 1950. Daaronder bevond zich ook de latere president Gustáv Husák.
Novotný's regime kenmerkte zich door onderdrukking, bureaucratie en economische stagnatie. Hij voerde de planeconomie in Tsjecho-Slowakije in en concentreerde zich op de behoeften van de industrie. De problematische economische situatie dwong Novotný tot compromissen. In 1963 verving hij de stalinistische premier Viliam Široký door de gematigde Jozef Lenárt en in 1965 werden de economische hervormingsplannen van Ota Šik aangenomen. In 1967 wilde Novotný weer terugkeren naar een hardere koers, maar het was al te laat. 
De partij werd inmiddels gedomineerd door meer hervormingsgezinde leden die lid waren geworden na de Tweede Wereldoorlog. Ook was Novotný niet geliefd bij de Slowaakse partijleden door zijn ongevoelig gedrag ten opzichte van Slowaken en werd in de maatschappij de roep om hervormingen steeds groter. Op 5 januari 1968 werd Novotný weggestemd, en Alexander Dubček als partijsecretaris gekozen. In maart van dat jaar werd hij ook gedwongen af te zien van zijn presidentschap en in mei moest hij al zijn functies neerleggen en werd hij geroyeerd als lid van de KSČ. Zelfs Sovjetleider Leonid Brezjnev, van wie Novotný een groot aanhanger was, bleek niet bereid hem de hand boven het hoofd te houden. Zo begon de Praagse Lente.
In 1971, in de tijd van de normalisatie, werd in een geheime beslissing van het Centraal Comité het lidmaatschap van de KSČ weer aan Novotný teruggegeven.
- Bibliothèque nationale de France: cb16271655z (data)
- CiNii: DA11065234
- Gemeinsame Normdatei: 119174685
- International Standard Name Identifier: 0000 0000 8392 1235
- Library of Congress Control Number: n93053336
- Nationale Bibliotheek van Tsjechië: jk01090639
- Nationale Bibliotheek van Israël: 987007270629205171
- Nationale Bibliotheek van Polen: a0000001182725
- Système universitaire de documentation: 095859233
- Virtual International Authority File: 69733230
- WorldCat: E39PBJp9v7JMjBcfy9tm7bDrMP